# Chaetodon triangulum
El Chaetodon triangulum es una especie de pez del género Chaetodon. 
Es más conocido como pez mariposa triangular, al tener curiosa forma de triángulo. Es más oscuro en la parte trasera de su cuerpo, la aleta trasera es negra y las caderas también. Hacia la cabeza, el cuerpo se enclarece un poco, con franjas amarillas. Su cabeza está coloreada por una combinación de franjas negras y amarillas, aunque la trompa es rojiza. Llega a medir 16 centímetros de longitud.
Es fácil de avistar en las costas del este de África y en el Océano Índico, desde Madagascar y las islas Andamán hasta el Indonesia, alrededor de los 20 m de profundidad, entre los arrecifes marinos llenos de coral, ya que es coralívoro y su dieta se basa en estos animales.